# Romances escritos em Esperanto
A lista abaixo, criada pelo escritor Sten Johansson, contém apenas os romances que foram escritos diretamente em Esperanto, ou seja, não incluem traduções (com raras exceções de livros publicados simultaneamente em esperanto e em uma outra língua). 
| ESCRITOR                                   | TÍTULO                                                 | PÁGINAS | ANO DE PUBLICAÇÃO | CIDADE DE PUBLICAÇÃO                             | EDITORA                                                  | OUTRAS EDIÇÕES                                         |
| SENTIS, Henri                              | Urso                                                   | 83p     | 1906              |                                                  | Presa Esperantista Societo                               |                                                        |
| VALLIENNE, Henri                           | Kastelo de Prelongo                                    | 515p    | 1907              | Paris                                            | Hachette                                                 |                                                        |
| VALLIENNE, Henri                           | Ĉu li?                                                 | 447p    | 1908              | Paris                                            | Hachette                                                 | Literatura Mondo 1938                                  |
| LUYKEN, Heinrich August                    | Paŭlo Debenham                                         | 228p    | 1912              | Londres / Genebra                                | British Esperanto Assoc. / Universala Esperantia Librejo | 2a eld. Iltis 1990                                     |
| MERCHANT, John                             | Tri Angloj alilande                                    | 95p     | 1912              | Sheffield                                        | Northend                                                 | BEA 1922 k 1931                                        |
| LUYKEN, Heinrich August                    | Mirinda amo                                            | 295p    | 1913              | Londres                                          | British Esperanto Assoc.                                 |                                                        |
| TAGULO (HYAMS, H.B.)                       | Nova sento                                             | 156p    | 1915              | Londres                                          | British Esperanto Assoc.                                 | Iltis 1990                                             |
| SINNOTTE, Edith Alleyne                    | Lilio                                                  | 194p    | 1918              | Londres                                          | Brita Esperantista Asocio                                |                                                        |
| ARGUS (ELLERSIEK, Friedrich Wilhelm)       | Pro kio?                                               | 157p    | 1920              | Berlim                                           | Ellersiek                                                |                                                        |
| LUYKEN, Heinrich August                    | Stranga heredaĵo                                       | 319p    | 1922              | Leipzig                                          | Hirt, Esperanto-Fako                                     |                                                        |
| BULTHUIS, Hindrik Jan                      | Idoj de Orfeo                                          | 542p    | 1923              | Den Haag                                         | Bulthuis                                                 |                                                        |
| FORGE, Jean (FETHKE, Jan)                  | Abismoj                                                | 150p    | 1923              | Leipzig                                          | Hirt, Esperanto-Fako                                     | Fondumo Esperanto 1973                                 |
| SENTIS, Henri                              | Blua kardo                                             | 140p    | 1923              | Grenoble                                         | Allier                                                   |                                                        |
| FORGE, Jean (FETHKE, Jan)                  | Saltego trans jarmiloj                                 | 196p    | 1924              | Leipzig                                          | Hirt, Esperanto-Fako                                     | Fondumo Esperanto 1975                                 |
| LUYKEN, Heinrich August                    | Pro Iŝtar                                              | 304p    | 1924              | Leipzig                                          | Hirt, Esperanto-Fako                                     |                                                        |
| BAGHY, Julio (Gyula)                       | Viktimoj                                               | 162p    | 1925              | Budapeste                                        | Hungara Esperanto-Instituto                              | HESL 1930, Bleier 1934, TK 1971, Fenikso 1991          |
| BULTHUIS, Hindrik Jan                      | Jozef kaj la edzino de Potifar                         | 188p    | 1926              | Horrem bei Köln                                  | Heroldo de Esperanto                                     |                                                        |
| JUNG, Theo (Theodor August Karl Heinrich ) | Landoj de l' fantazio                                  | 323p    | 1927              | Horrem bei Köln                                  | Heroldo de Esperanto                                     |                                                        |
| BULTHUIS, Hindrik Jan                      | La vila mano                                           | 300p    | 1928              | s-Gravenhage                                     | Ykema                                                    | Pro Esperanto 1991                                     |
| BAGHY, Julio (Gyula)                       | Hura!                                                  | 411p    | 1930              | Budapeste                                        | Literatura Mondo                                         | Represo HEF 1986                                       |
| SCHWARTZ, Raymond                          | Anni kaj Montmartre                                    | 126p    | 1930              | Paris                                            | Solsona                                                  | Represo Dansk Esp-Forlag 1974                          |
| STURMER, Kenelm Ralph Creuzé               | Por recenzo!                                           | 64p     | 1930              | Londres                                          | The E. Publishing Co.                                    |                                                        |
| BAGHY, Julio (Gyula)                       | Printempo en la aŭtuno                                 | 113p    | 1931              | Colônia (Alemanha)                               | Heroldo de Esperanto                                     | Represo Dansk Esp-Forlag 1972                          |
| FORGE, Jean (FETHKE, Jan)                  | Mr Tot aĉetas mil okulojn                              | 242p    | 1931              | Budapeste                                        | Literatura Mondo                                         | 2a eld. 1934, Fondumo Esperanto 1974                   |
| BOATMAN, Douglas P.                        | La nekonata konato                                     | 121p    | 1932              | Colônia (Alemanha)                               | Heroldo de Esperanto                                     | Kehlet 1977                                            |
| ENGHOLM, Stellan                           | Homoj sur la tero                                      | 201p    | 1932              | Budapeste                                        | Literatura Mondo                                         | Régulo, 1963                                           |
| BAGHY, Julio (Gyula)                       | Paŭlo Paal (Verdaj Donkiĥotoj)                         | 175p    | 1933              | Budapeste                                        | Szalay                                                   | Pro Esperanto 1996                                     |
| BAGHY, Julio (Gyula)                       | Sur sanga tero                                         | 264p    | 1933              | Budapeste                                        | Szalay                                                   | 2a eld. 1933, Represo TK 1971, Fenikso 1991            |
| VARANKIN, Vladimir Valentinoviĉ            | Metropoliteno                                          | 200p    | 1933              | Amsterdã                                         | Ekrelo                                                   | TK 1977, Sezonoj 1992, Progreso 1992                   |
| ADAMSON, Hendrik                           | Auli                                                   | 86p     | 1934              | Budapeste                                        | Literatura Mondo                                         |                                                        |
| ENGHOLM, Stellan                           | Infanoj en Torento                                     | 114p    | 1934              | Budapeste                                        | Literatura Mondo                                         | Eldona Societo Esperanto 1946, Represo Dansk Esp       |
| WEINHENGST, Hans                           | Turstrato 4                                            | 176p    | 1934              | Budapeste                                        | Literatura Mondo                                         | Iltis 1988                                             |
| MEYE, Richard                              | La longa vojo                                          | 140p    | 1935              | Colônia (Alemanha)                               | Heroldo de Esperanto                                     | Pro Esperanto 1990                                     |
| BARTELMES, Norbert                         | Juneca ardo                                            | 119p    | 1936              | Paris                                            | SAT                                                      |                                                        |
| EMBA (BARANYAI, Imre)                      | Maria kaj la grupo                                     | 180p    | 1936              | Budapeste                                        | Literatura Mondo                                         | Pro Esperanto, 1990                                    |
| BAGHY, Julio (Gyula)                       | La verda koro                                          | 97p     | 1937              | Budapeste                                        | Nederlandaj geamikoj de la aŭtoro                        | Nederlandaj amikoj 1937, 1947, 1954, Represo 1962,     |
| BARTELMES, Norbert                         | Vartejoj                                               | 129p    | 1938              | Paris                                            | SAT                                                      |                                                        |
| BULTHUIS, Hindrik Jan                      | Inferio                                                | 147p    | 1938              | [Den Haag]                                       | Internacia Cseh-Instituto de Esperanto                   | Represo Pro Esperanto 1990                             |
| ENGHOLM, Stellan                           | Infanoj en Torento, dua parto                          | 144p    | 1939              | Estocolmo                                        | Eldona Societo Esperanto                                 | (Junuloj en Torento) Dansk Esperanto-Forlag 1972       |
| EGERRUP, Hans L.                           | D-ro Dorner                                            | 208p    | 1945              | Åbyhøj                                           | Dansk Esperanto-Forlag                                   |                                                        |
| DENG, Huijin = Huijin, Deng = Jinquan      | Kies kulpo                                             | 208p    | post 1945         | Shashi, Hubei                                    | Deng Huijin                                              |                                                        |
| ENGHOLM, Stellan                           | Vivo vokas                                             | 180p    | 1946              | Estocolmo                                        | Eldona Societo Esperanto                                 |                                                        |
| LINDQVIST, Carl                            | Ferio kun la morto                                     | 70p     | 1948              | Åbyhøj                                           | Dansk Esperanto-Forlag                                   | 2a eldono 1962                                         |
| SAYERS, James                              | Invito al ĉielo                                        | 205p    | 1949              | Munique                                          | Ziegler                                                  |                                                        |
| ROSSETTI, Cezaro                           | Kredu min, sinjorino!                                  | 278p    | 1950              | Scheweningen                                     | Heroldo de Esperanto                                     | SAT 1974, Edistudio 1990                               |
| MATTOS, Geraldo                            | La nigra spartako                                      | 75p     | 1955              | Curitiba                                         | Esperantista Libro-Instituto                             | Fonto 1986                                             |
| SZATHMÁRI, Sándor                          | Vojaĝo al Kazohinio                                    | 315p    | 1958              | Paris                                            | SAT                                                      | Represo 1998                                           |
| SZILÁGYI, Ferenc                           | Tiel okazis : aŭ mistero minora                        | 120p    | 1958              | Copenhague                                       | Eldonejo Koko                                            | Iltis 1982                                             |
| ZHIVANOVICH, Stevan S. (ŽIVANOVIĆ)         | La sonorilo de Bled                                    | 112p    | 1959              | Beogrado                                         | Mauchna Knjiga                                           |                                                        |
| LINTON, Kenneth G.                         | Kanako el Kananam                                      | 200p    | 1960              | Rickmansworth                                    | The E Publ. Co.                                          | Dua eld. dulingva angla-Esperanta, Trafford 2004       |
| RIBILLARD, Jean                            | Vivo kaj opinioj de Majstro M'Saud                     | 143p    | 1963              | La Laguna                                        | J. Régulo                                                | Iltis 1994                                             |
| SCHWARTZ, Raymond                          | Kiel akvo de l' rivero                                 | 487p    | 1963              | La Laguna                                        | Régulo                                                   | Represo Dansk Esperanto-Forlag 1977, Iltis 1987, Ed    |
| ŜVARC, Teo (Schwartz / Soros, Tivadar)     | Maskerado ĉirkaŭ la morto                              | 247p    | 1965              | La Laguna                                        | Régulo                                                   | 2a eld. UEA 2001                                       |
| THORAEUS-EKSTRÖM, Margit                   | Brilo de Fantomo                                       | 71p     | 1967              | Åbyhøj                                           | Dansk Esperanto-Forlag                                   |                                                        |
| BEAUCAIRE, Louis                           | El la vivo de Bervala sentaŭgulo                       | 135p    | 1974              | La Laguna                                        | J. Régulo                                                |                                                        |
| LORJAK (MAHÉ, Jacques-Louis)               | Neologisme                                             | 88p     | 1975              | Helsinki                                         | Fondumo Esperanto                                        |                                                        |
| LORJAK (MAHÉ, Jacques-Louis)               | Transe                                                 | 153p    | 1976              | Helsinki                                         | Fondumo Esperanto                                        |                                                        |
| MIYAMOTO, Masao                            | Naskitaj sur la ruino                                  | 146p    | 1976              | Oosaka                                           | Librejo Pirato                                           |                                                        |
| OKA, Kazuta                                | Matenruĝo/ la juneco en la tridekaj jaroj              | 191p    | 1976              | Kioto                                            | L'Omnibuso                                               |                                                        |
| VALANO, Johán (PIRON, Claude)              | Ĉu vi kuiras ĉine?                                     | 135p    | 1976              | Åbyhøj                                           | Dansk Esperanto-Forlag                                   | IEM 1996                                               |
| VERLOREN VAN THEMAAT, Willem A.            | La Akvariinfanoj                                       | 64p     | 1976              | Lelystad                                         |                                                          |                                                        |
| ROSBACH, Johan Hammond                     | Fianĉo de l' sorto                                     | 192p    | 1977              | Åbyhøj                                           | Dansk Esperanto-Forlag                                   |                                                        |
| FRANCIS, John Islay                        | La granda kaldrono                                     | 592p    | 1978              | Antuérpia/ La Laguna                             | Stafeto                                                  |                                                        |
| LORJAK (MAHÉ, Jacques-Louis)               | Retoj                                                  | 207p    | 1978              | Helsinki                                         | Fondumo Esperanto                                        | Felietone en Franca Esperantisto 1946                  |
| VALANO, Johán (PIRON, Claude)              | Ĉu li bremsis sufiĉe?                                  | 128p    | 1978              | Antuérpia / La Laguna                            | Stafeto                                                  |                                                        |
| BOATMAN, Douglas P.                        | Kara diablino                                          | 112p    | 1979              | Antuérpia / La Laguna                            | Stafeto                                                  |                                                        |
| SEKELJ, Tibor                              | Kumeŭaŭa, la filo de la ĝangalo                        | 94p     | 1979              | Antuérpia / La Laguna                            | Stafeto                                                  | UEA 1994                                               |
| LÓPEZ LUNA, Anastasio                      | Doktoro Bovoro                                         | 102p    | 1980              | Buenos Aires                                     | Amigos de López Luna                                     |                                                        |
| OTTO, Elsa                                 | Joĉjo, la amiketo                                      | 94p     | 1980              | s-Gravenhage                                     | Internacia Esperanto-Instituto                           | Internacia Esperanto-Instituto 1985                    |
| VALANO, Johán (PIRON, Claude)              | Ĉu li venis trakosme?                                  | 144p    | 1980              | Antuérpia / La Laguna                            | Stafeto                                                  |                                                        |
| LORJAK (MAHÉ, Jacques-Louis)               | Regulus                                                | 340p    | 1981              | Ascoli Piceno                                    | Gabrielli                                                |                                                        |
| PIČ, Karolo                                | La Litomiŝla tombejo                                   | 276p    | 1981              | Saarbrücken                                      | Iltis-Eld.                                               |                                                        |
| VINÁŘ, Valdemar                            | La skandalo pro Jozefo                                 | 68p     | 1981              | Praga                                            | Ĉeĥa Esperanto-Asocio                                    | 2a eld. Kava-Pech, 2002. 88 paĝoj., ilustrita.         |
| BALANO, Johán (PIRON, Claude)              | Ĉu ŝi mortu tra-fike?                                  | 92p     | 1982              | Antuérpia / La Laguna                            | Stafeto                                                  |                                                        |
| FRANCIS, John Islay                        | Misio sen alveno                                       | 159p    | 1982              | Antuérpia / La Laguna                            | Stafeto                                                  |                                                        |
| NEMERE, István                             | La fermita urbo                                        | 128p    | 1982              | Budapeste                                        | Hungara Esperanto-Asocio                                 |                                                        |
| VALANO, Johán (PIRON, Claude)              | Ĉu ni kunvenis vane?                                   | 180p    | 1982              | Antuérpia / La Laguna                            | Stafeto                                                  |                                                        |
| DORVAL, Deck                               | Jaĥto veturas for... kaj veturigas la morton           | 190p    | 1983              | Antuérpia                                        | Flandra Esperanto-Ligo                                   |                                                        |
| NEMERE, István                             | La blinda birdo                                        | 118p    | 1983              | Budapeste                                        | Hungara Esperanto-Asocio                                 |                                                        |
| NEMERE, István                             | Sur kampo granita                                      | 127p    | 1983              | Budapeste                                        | Hungara Esperanto-Asocio                                 |                                                        |
| PIČ, Karolo                                | La mortsonorilo de Chamblay                            | 249p    | 1983              | Saarbrücken                                      | Iltis-Eld.                                               |                                                        |
| LORJAK (MAHÉ, Jacques-Louis)               | Eŭlalia                                                | 187p    | 1984              | Budapeste                                        | Hungara Esperanto-Asocio                                 |                                                        |
| MIYAMOTO, Masao                            | La morta suito                                         | 169p    | 1984              | Kioto                                            | L'Omnibuso                                               |                                                        |
| MODEST, Julian = MIHALKOV, Georgi          | La Ora Pozidono                                        | 68p     | 1984              | Budapeste                                        | Hungara Esperanto-Asocio                                 |                                                        |
| MODEST, Julian = MIHALKOV, Georgi          | Maja pluvo                                             | 94p     | 1984              | Chapecó                                          | Eld. Fonto                                               |                                                        |
| NEMERE, István                             | Febro                                                  | 131p    | 1984              | Budapeste                                        | Hungara Esperanto-Asocio                                 |                                                        |
| NEMERE, István                             | La monto                                               | 166p    | 1984              | Budapeste                                        | Hungara Esperanto-Asocio                                 |                                                        |
| ŠTIMEC, Spomenka                           | Ombro sur interna pejzaĝo                              | 142p    | 1984              | Pizo                                             | Edistudio                                                | 2a eldono 1996                                         |
| TÓFALVI, Éva / KNÍCHAL, Oldřich            | Kiuj semas plorante...                                 | 107p    | 1984              | Roterdã                                          | Universala Esperanto-Asocio                              |                                                        |
| NEMERE, István                             | La alta akvo                                           | 129p    | 1985              | Budapeste                                        | Hungara Esperanto-Asocio                                 |                                                        |
| VALANO, Johán (PIRON, Claude)              | Ili kaptis Elzan!                                      | 100p    | 1985              | Chapecó                                          | Eld. Fonto                                               | 3a eld. 2000                                           |
| LÓPEZ LUNA, Anastasio                      | Varsovio 1887                                          | 75p     | 1986              | Laroque Timbaut                                  | Cercle Espérantiste de l'Agenais "Laute!" / SAT          | Eld. Doksu 1994                                        |
| LORJAK (MAHÉ, Jacques-Louis)               | Mariagnes                                              | 120p    | 1986              | Budapeste                                        | Hungara Esperanto-Asocio                                 |                                                        |
| TAVANTI, Corrado                           | Varmas en Romo                                         | 185p    | 1986              | Genebra / La Chaux-de-Fonds / Barcelona / Milano | Kooperativo de Literatura Foiro                          |                                                        |
| DORVAL, Deck / DECLERCK, Christian         | Kazinski venas tro malfrue                             | 176p    | 1987              | Antuérpia                                        | Flandra Esperanto-Ligo                                   |                                                        |
| KNÍCHAL, Oldřich                           | Adiaŭ, Kuzko!                                          | 88p     | 1987              | Budapeste                                        | Hungara Esperanto-Asocio                                 |                                                        |
| LARBAR, Sara                               | Karuseloj                                              | 117p    | 1987              | [Chapecó                                         | Fonto]                                                   |                                                        |
| NEMERE, István                             | Serĉu mian sonĝon                                      | 171p    | 1987              | Budapeste                                        | Hungara Esperanto-Asocio                                 |                                                        |
| NEMERE, István                             | Terra                                                  | 151p    | 1987              | Budapeste                                        | Hungara Esperanto-Asocio                                 |                                                        |
| PIČ, Karolo                                | Klaĉejo                                                | 188p    | 1987              | Saarbrücken                                      | Iltis-Eld.                                               |                                                        |
| STEELE, Trevor                             | Sed nur fragmento                                      | 448p    | 1987              | Chapecó                                          | Eld. Fonto                                               |                                                        |
| VAHA, Blazio (WACHA, Balázs)               | Adolesko                                               | 248p    | 1987              | Budapeste                                        | Oy Mendoservo Ak / Hungara Esperanto-Asocio              |                                                        |
| AUSTIN, Manjo (Mary)                       | Vojaĝoj finiĝas, amantoj kuniĝas                       | 128p    | 1988              | Antuérpia                                        | Flandra Esperanto-Ligo                                   |                                                        |
| BUBENIČ, Stan                              | Sub cirkotendo                                         | 195p    | 1988              | Hago                                             | Internacia Esperanto-Instituto                           |                                                        |
| DORVAL, Deck / DECLERCK, Christian         | Nigra magio                                            | 216p    | 1988              | Antuérpia                                        | Flandra Esperanto-Ligo                                   |                                                        |
| ELGO, Serĝo (LAGRANGE, Georges)            | Ŝia lasta poŝtkarto                                    | 225p    | 1988              | La Chaux-de-Fonds                                | Kooperativo de Literatura Foiro                          | 2a eld. IEM 2002                                       |
| MOIRAND, Daniel                            | Murdo en Esperantujo                                   | 173p    | 1988              | Antuérpia                                        | Flandra Esperanto-Ligo                                   |                                                        |
| NEMERE, István                             | Dum vi estis kun ni                                    | 165p    | 1988              | Hyvinkää / Budapeste                             | Oy Mendoservo Ak / Hungara Esperanto-Asocio              |                                                        |
| NEMERE, István                             | Vivi estas danĝere                                     | 159p    | 1988              | Budapeste                                        | Hungara Esperanto-Asocio                                 |                                                        |
| AUSTIN, Manjo (Mary)                       | Insulo de revoj                                        | 95p     | 1989              | Pizo                                             | Edistudio                                                |                                                        |
| LORJAK (MAHÉ, Jacques-Louis)               | Kromosomoj                                             | 152p    | 1989              | Antuérpia                                        | Flandra Esperanto-Ligo                                   |                                                        |
| NEMERE, István                             | Vi povas morti nur dufoje                              | 183p    | 1989              | Budapeste                                        | Hungara Esperanto-Asocio                                 |                                                        |
| DORVAL, Deck                               | Urd Hadda murdita!                                     | 196p    | 1990              | Antuérpia                                        | Flandra Esperanto-Ligo                                   |                                                        |
| KURODA, Masayuki                           | Animo drivas                                           | 196p    | 1990              | Toyonaka-si                                      | Japana Esperanta Librokooperativo                        |                                                        |
| MATTHIAS, Ulrich                           | Fajron sentas mi interne                               | 100p    | 1990              | Viena                                            | Pro Esperanto                                            |                                                        |
| TAVANTI, Corrado / ERTL, István            | Tiu Toskana Septembro                                  | 138p    | 1990              | Budapeste                                        | Hungara Esperanto-Asocio                                 |                                                        |
| GATES, Ronald Cecil                        | La septaga murdenigmo                                  | 75p     | 1991              | Antuérpia                                        | Flandra Esperanto-Ligo                                   |                                                        |
| PIRON, Claude                              | La kisa malsano                                        | 78p     | 1991              | Viena                                            | Pro Esperanto                                            |                                                        |
| ROSBACH, Johan Hammond                     | Unumane                                                | 126p    | 1991              | Oslo                                             | Esperantoforlaget                                        |                                                        |
| ELGO, Serĝo (LAGRANGE, Georges)            | La nokto de la ezoko                                   | 171p    | 1992              | Prilly                                           | Kooperativo de Literatura Foiro                          |                                                        |
| NEMERE, István                             | Pigre pasas la nokto                                   | 151p    | 1992              |                                                  | Eld. Fenikso                                             |                                                        |
| BRONŜTEJN, Mikaelo                         | Oni ne pafas en Jamburg                                | 132p    | 1993              | Moscou                                           | Impeto                                                   |                                                        |
| GATES, Ronald Cecil                        | Kolera afero                                           | 88p     | 1993              | Antuérpia                                        | Flandra Esperanto-Ligo                                   |                                                        |
| ŜIRJAEV, Ivan Genadieviĉ                   | La nova vivo                                           | 78p     | 1993              | Viena                                            | Pro Esperanto                                            | verkita ĉ. 1920                                        |
| GATES, Ronald Cecil                        | Morto de sciencisto                                    | 83p     | 1994              | Antuérpia                                        | Flandra Esperanto-Ligo                                   |                                                        |
| NEMERE, István                             | Nesto de viperoj                                       | 181p    | 1994              | Moscou                                           | Impeto                                                   |                                                        |
| STEELE, Trevor                             | Apenaŭ papilioj en Bergen-Belsen                       | 148p    | 1994              | Viena                                            | Pro Esperanto                                            |                                                        |
| ELGO, Serĝo (LAGRANGE, Georges)            | La floroj de l' krepusko                               | 168p    | 1995              | Prilly                                           | Kooperativo de Literatura Foiro                          |                                                        |
| GUSTAFSSON, Karl-Gustaf                    | La instruema komputilo                                 | 84p     | 1995              | Skövde                                           | Eld. Al-fab-et-o                                         |                                                        |
| ŜIRJAEV, Ivan Genadieviĉ                   | Sen titolo                                             | 336p    | 1995              | Viena                                            | Pro Esperanto                                            | verkita ĉ. 1900                                        |
| URBANOVÁ, Eli                              | Hetajro dancas                                         | 327p    | 1995              | Chapecó                                          | Fonto                                                    |                                                        |
| SEABRA, Manuel de                          | La armeoj de Paluzie                                   | 198p    | 1996              | Viena                                            | IEM                                                      |                                                        |
| ŠTIMEC, Spomenka                           | Tena                                                   | 104p    | 1996              | Viena                                            | Pro Esperanto                                            |                                                        |
| TORNADO B. (TOKAREV, Boris Vladimiroviĉ)   | Ardes                                                  | 179p    | 1996              | Moscou                                           | Impeto                                                   |                                                        |
| DEIJ, Leendert C                           | Aminda                                                 | 103p    | 1997              | Prilly                                           | Kooperativo de Literatura Foiro                          |                                                        |
| GATES, Ronald Cecil                        | La vidvino kaj la profesoro                            | 132p    | 1997              | Viena                                            | IEM = Internacia Esperanto-Muzeo                         |                                                        |
| JOHANSSON, Sten                            | Falĉita kiel fojno                                     | 76p     | 1997              | Skövde                                           | Eld. Al-fab-et-o                                         |                                                        |
| JOHANSSON, Sten                            | Mistero ĉe nigra lago                                  | 80p     | 1997              | Skövde                                           | Eld. Al-fab-et-o                                         |                                                        |
| MÄHRTI, Paula (pseŭd.)                     | La manto                                               | 182p    | 1997              | Chapecó                                          | Eld. Fonto                                               |                                                        |
| PIČ, Karolo                                | Ordeno de verkistoj                                    | 382p    | 1997              | Saarbrücken                                      | Iltis-Eld.                                               |                                                        |
| VALANO, Johán (PIRON, Claude)              | Tien                                                   | 142p    | 1997              | Viena                                            | IEM                                                      |                                                        |
| BERVELING, Gerrit                          | Fadenoj de l' amo                                      | 98p     | 1998              | Chapecó                                          | Fonto                                                    |                                                        |
| PICASSO, Marco                             | La tunelo                                              | 171p    | 1998              | La Chaux-de-Fonds                                | Kooperativo de Literatura Foiro                          |                                                        |
| STÅHLBERG, Sabira                          | Durankulak                                             | 78p     | 1998              | Varna                                            | Bambu                                                    |                                                        |
| JOHANSSON, Sten                            | Trans maro kaj morto                                   | 80p     | 1999              | Skövde                                           | Eld. Al-fab-et-o                                         |                                                        |
| LÖWENSTEIN, Anna                           | La ŝtona urbo                                          | 356p    | 1999              | Antuérpia                                        | Flandra Esperanto-Ligo                                   |                                                        |
| NEMERE, István                             | Serĉu, kaj vi trovos                                   | 71p     | 1999              | Skövde                                           | Eld. Al-fab-et-o                                         |                                                        |
| BAYS, Gersi Alfredo                        | La profeto el Pedras                                   | 240p    | 2000              | Chapecó                                          | Fonto                                                    |                                                        |
| COOL, Gerard                               | Sava la savontino                                      | 20+228p | 2000              | Pazarĝik                                         | Belloprint                                               |                                                        |
| ELGO, Serĝo (LAGRANGE, Georges)            | Surklifa                                               | 214p    | 2000              | Viena                                            | IEM                                                      |                                                        |
| STEELE, Trevor                             | Neniu ajn papilio                                      | 337p    | 2000              | Viena                                            | IEM                                                      |                                                        |
| COOL, Gerard                               | La misio de Sava                                       | 175p    | 2001              | Pazarĝik                                         | E-societo "Radio"                                        |                                                        |
| JOHANSSON, Sten                            | Dis!                                                   | 135p    | 2001              | Antuérpia                                        | Flandra Esperanto-Ligo                                   |                                                        |
| JOHANSSON, Sten                            | Neĝo kaŝas nur...                                      | 79p     | 2001              | Skövde                                           | Eld. Al-fab-et-o                                         |                                                        |
| NEMERE, István                             | Vizito sur la Teron                                    | 168p    | 2001              | Moscou                                           | Impeto                                                   |                                                        |
| SEABRA, Manuel de                          | La tago kiam Jesuo perfidis Judason                    | 135p    | 2001              | Viena                                            | IEM                                                      |                                                        |
| STEELE, Trevor                             | La fotoalbumo Unua volumo                              | 366p    | 2001              | Viena                                            | IEM                                                      |                                                        |
| de ZILAH, Eugène                           | Kaj kiu pravas. Memorspertoj                           | 360p    | 2002              | Viena                                            | Pro Esperanto                                            |                                                        |
| DECLERCK, Christian R. A.                  | Tarokoj kaj epokoj                                     | 655p    | 2002              | Antuérpia                                        | Flandra Esperanto-Ligo                                   |                                                        |
| MALLIA, Carmel                             | Ĉielarka Estonto                                       | 111p    | 2002              | Berkeley                                         | Bero                                                     |                                                        |
| NEMERE, István                             | Krias la silento                                       | 177p    | 2002              | Berkeley                                         | Bero                                                     |                                                        |
| ŠTIMEC, Spomenka                           | Tilla.                                                 | 179p    | 2002              | Pisa                                             | Edistudio                                                |                                                        |
| JOHANSSON, Sten                            | Memor' mortiga                                         | 80p     | 2003              | Skövde                                           | Eld. Al-fab-et-o                                         |                                                        |
| MONTAGUT, Abel                             | La enigmo de l' ar@neo                                 | 279p    | 2003              | Viena                                            | IEM                                                      |                                                        |
| BRONŜTEJN, Mikaelo                         | Dek tagoj de kapitano Postnikov. Kun 8-paĝa fotaro.    | 334p    | 2004              | Tikhvin                                          |                                                          | 2a eld. reviziita kaj korektita, Impeto, Moscou, 2010. |
| FRANCIS, John Islay                        | La kastelo de vitro. Ilustrita de Francisco L Veuthey  | 197p    | 2004              | Roterdã                                          | UEA                                                      |                                                        |
| NORDENSTORM, Leif                          | Arne, la ĉefido. Rakonto el la vikinga epoko           | 112p    | 2005              | Dobřichovice                                     | Kava-Pech                                                |                                                        |
| STEELE, Trevor                             | La fotoalbumo Dua volumo                               | 165p    | 2005              | Viena                                            | IEM                                                      |                                                        |
| GATES, Ronald Cecil                        | Mortiga ekskurso                                       | 112p    | 2006              | Antuérpia                                        | Flandra Esperanto-Ligo                                   |                                                        |
| STEELE, Trevor                             | Kaj staros tre alte                                    | 293p    | 2006              | Viena                                            | IEM                                                      |                                                        |
| ŠTIMEC, Spomenka                           | Hodler en Mostar.                                      | 105p    | 2006              | Pisa                                             | Edistudio                                                |                                                        |
| PIRON, Claude                              | Dio, psiĉjo kaj mi                                     | 173p    | 2007              | Viena                                            | IEM                                                      |                                                        |
| SEABRA, Manuel de                          | Ĉu vi konas Blaise Cendrars?                           | 86p     | 2007              | Viena                                            | IEM                                                      |                                                        |
| DECLERCK, Christian R. A.                  | Spitaj - kiel hidrargo                                 | 208p    | 2008              | Antuérpia                                        | Flandra Esperanto-Ligo                                   |                                                        |
| LÖWENSTEIN, Anna                           | Morto de artisto                                       | 624p    | 2008              | Antuérpia                                        | Flandra Esperanto-Ligo                                   |                                                        |
| NEMERE, István                             | Vismar                                                 | 191p    | 2008              | Moscou                                           | Impeto / Eŭropa Jura Universitato Justo                  |                                                        |
| NEMERE, István                             | Jesa                                                   | 184p    | 2009              | Moscou                                           | Impeto / Eŭropa Jura Universitato Justo                  |                                                        |
| NEMERE, István                             | Serpentoj en la puto                                   | 184p    | 2009              | Kaliningrado                                     | Sezonoj                                                  |                                                        |
| SEABRA, Manuel de                          | Malamu vin, unu la alian                               | 223p    | 2009              | Nova Iorque                                      | Mondial                                                  |                                                        |
| STEELE, Trevor                             | Kvazaŭ ĉio dependus de mi                              | 344p    | 2009              | Antuérpia                                        | FEL                                                      |                                                        |
| OTIRA, Darik                               | Vojaĝo al kuniĝo Konfesoj de seksobsedito              | 364p    | 2010              | Nova Iorque                                      | Mondial                                                  |                                                        |
| STEELE, Trevor                             | Flugi kun kakatuoj                                     | 256p    | 2010              | Antuérpia                                        | FEL                                                      |                                                        |
| NOVEMBRO, Eduardo                          | Liberaj tempoj. Rakonto pri la ciutaga laborista vivo. | 123p    | 2010              | Estremoz                                         | La Karavelo                                              |                                                        |
| BRONŜTEJN, Mikaelo                         | Urbo Goblinsk                                          | 304 p   | 2010              | Moscou                                           | Impeto                                                   |                                                        |
| de ZILAH, Eugène                           | La princo ĉe la hunoj                                  | 619p    | 2011              | Nova Iorque                                      | Mondial                                                  |                                                        |
| ELGO, Serĝo (LAGRANGE, Georges)            | La aliulo                                              | 218p    | 2011              | Paris                                            | SAT                                                      |                                                        |
| FRANCIS, John Islay                        | Kronprincedzino                                        | 189p    | 2011              | Antuérpia                                        | FEL                                                      |                                                        |
| STEELE, Trevor                             | Paradizo ŝtelita                                       | 333p    | 2012              | Antuérpia                                        | FEL                                                      |                                                        |
| ZECCHIN, Armando                           | La homo kiu ne sukcesis trompi sin mem                 | 437p    | 2012              |                                                  | UECI                                                     |                                                        |
| JOHANSSON, Sten                            | Marina                                                 | 188p    | 2013              | Nova Iorque                                      | Mondial                                                  |                                                        |
| SIGMOND, Júlia & RODIN, Sen                | Libazar' kaj Tero                                      | 451 p   | 2013              | Nova Iorque                                      | Mondial                                                  |                                                        |
| GATES, Ronald Cecil                        | Briĝo kun veneno                                       | 92p     | 2014              | Antuérpia                                        | Flandra Esperanto-Ligo                                   |                                                        |
| JOHANSSON, Sten                            | Skabio                                                 | 177p    | 2015              | Nova Iorque                                      | Mondial                                                  |                                                        |
| BRONŜTEJN, Mikaelo                         | Mi stelojn jungis al revado                            | 564     | 2016              | Moscou                                           | Impeto                                                   |                                                        |